# Северная Ойонна
Северная Ойонна (фр. Oyonnax-Nord) — кантон во Франции, находится в регионе Рона — Альпы, департамент Эн. Входит в состав округа Нантюа.
Код INSEE кантона — 0123. Всего в кантон Северная Ойонна входят 5 коммун, из них главной коммуной является Ойонна.

## Коммуны кантона
| Коммуна | Население, чел | Почтовый индекс | Код INSEE |
| ------- | -------------- | --------------- | --------- |
| Арбан   | 3610           | 01100           | 01014     |
| Белледу | 277            | 01130           | 01035     |
| Дортан  | 2186           | 01590           | 01148     |
| Ойонна  | 24 162         | 01100           | 01283     |
| Эшаллон | 663            | 01130           | 01152     |

## Население
Население кантона на 1999 год составляло 18 326 человек.
| 1962 | 1968 | 1975 | 1982 | 1990   | 1999   | 2006 | 2007 |
| ---- | ---- | ---- | ---- | ------ | ------ | ---- | ---- |
| -    | -    | -    | -    | 17 623 | 18 326 | -    | -    |